# 사천 박씨
사천 박씨(泗川朴氏)는 경상남도 사천시를 본관으로 하는 한국의 성씨이다.
시조 박인겸(朴仁謙)은 신라 남해왕 후손으로 고려에서 공부상서(工部尙書)와 첨의평리(僉議評理)를 지내고 사주군(泗州君)에 추봉(追封)되었다.
중시조는 박인겸의 손자인 박자문(朴自文)으로 문과에 급제해 호부상서(戶部尙書)를 지내고 사천군(泗川君)에 봉해졌다.

## 참고 자료
- “사천박씨(泗川朴氏)”. 뿌리를 찾아서.[깨진 링크(과거 내용 찾기)]